# Gunnar Asther
Gunnar Anton Edvard Asther (* 4. März 1892 in Malmö; † 28. Februar 1974 ebenda) war ein schwedischer Segler.

## Erfolge
Gunnar Asther, der für Malmo YK segelte, nahm an den Olympischen Spielen 1932 in Los Angeles mit Daniel Sundén-Cullberg in der Bootsklasse Star teil. Mit 28 Gesamtpunkten belegten sie in ihrem Boot Swedish Star hinter Gilbert Gray und Andrew Libano aus den Vereinigten Staaten sowie den Briten Peter Jaffe und Colin Ratsey den dritten Platz und gewannen damit die Bronzemedaille.